# Elektron Music Machines
Elektron Music Machines, meist nur kurz Elektron genannt, ist ein schwedischer Hersteller von elektronischen Musikinstrumenten, insbesondere Synthesizern, Drumcomputern, Samplern sowie Grooveboxen.

## Geschichte

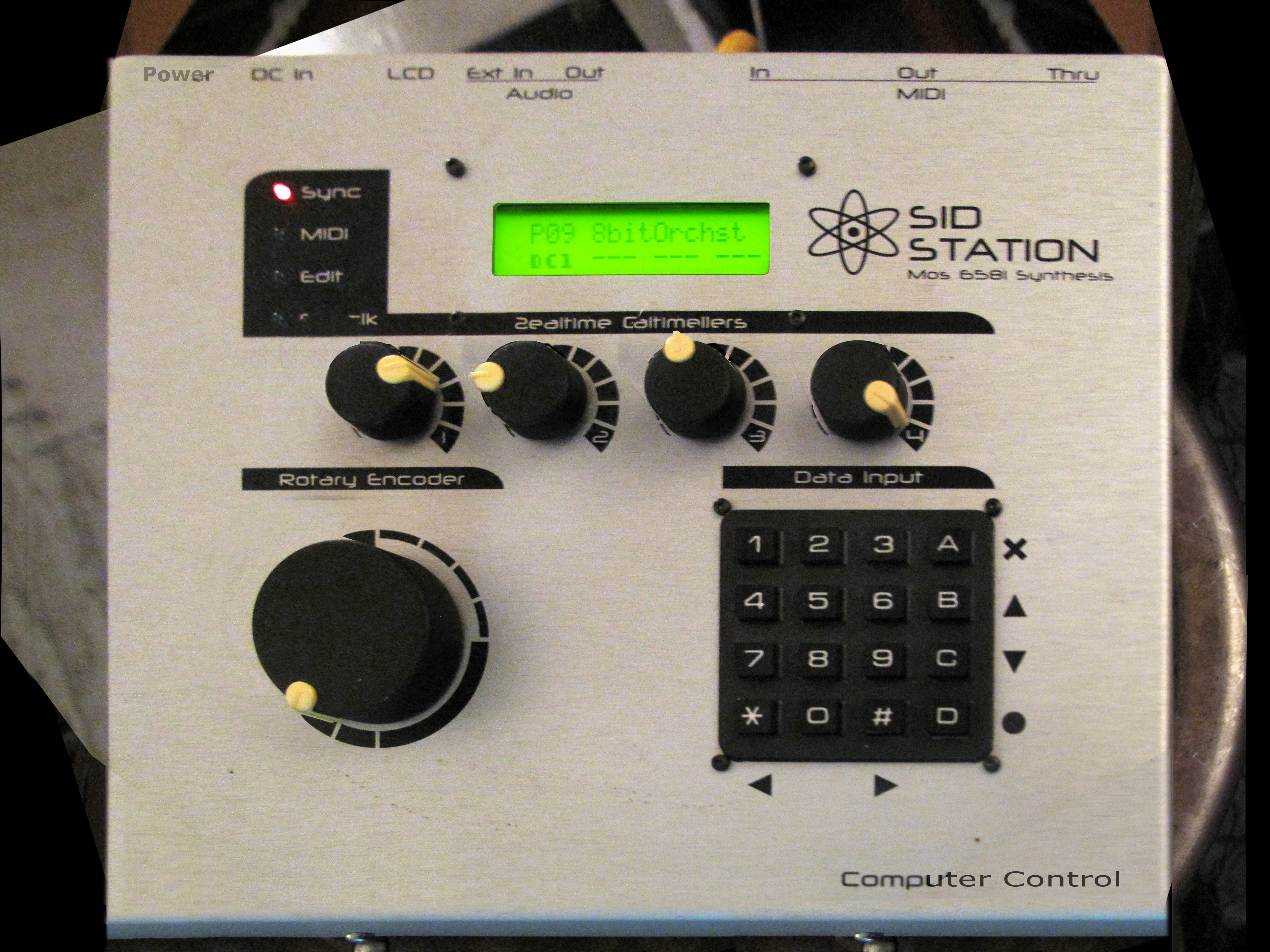
Sidstation

1997 entwickelten die Studenten Daniel Troberg und Daniel Hansson an der Chalmers Universität für Technologie einen einfachen Synthesizer aus einem Commodore-64-Chip. Er beinhaltete drei Oszillatoren, drei mögliche Hüllkurven, vier LFOs sowie einen analogen Filter. Der Prototyp wurde schließlich weiter entwickelt und in ein Aluminiumgehäuse eingebaut und Sidstation genannt. Zu dieser Zeit wurden zehn Exemplare hergestellt.
1998 wurde Elektron als Unternehmen gegründet. Dies war möglich, da das Unternehmen von der Universität finanziell unterstützt wurde. Die Sidstation wurde nun in größerer Stückzahl produziert, was aber bald ein Ende fand, da die Commodore-Chips immer schwerer zu erhalten waren. Die Sidstation war wegen ihrer innovativen Technologie sehr gefragt. Zur Jahrtausendwende arbeitete das Unternehmen an der Machinedrum, einem Drumcomputer, in dem ein 16-Spur-Sequenzer integriert ist. Die Machinedrum SPS-1 MK.I kam 2001 auf den Markt. Im Jahr 2003 erschien die Monomaschine, die eine Simulation der Sidstation war. Elektron wurde ein Privatunternehmen, womit die Förderung durch die Universität beendet war.
2007 verstarb Daniel Hansson, der Gründer und Miterfinder von Elektron, bei einem schweren Verkehrsunfall. Für ihn wurde eine Gedenkseite im Internet erstellt, auf der es bis Anfang 2011 möglich war, für 5 Dollar dreißig Lieder zu kaufen. Der Erlös wurde an den WWF gespendet. Unter allen Spendern wurde eine der letzten, neuwertigen SIDstations verlost.
Elektron hat neben seinem Hauptstandort in Göteborg (Schweden) auch eine Niederlassung in Tokio (Japan) und in Los Angeles (USA).

## Geräte

### Machinedrum
Die Machinedrum ist ein Drumcomputer, in den ein 16-Spur-Sequenzer integriert ist. Die Erstversion SPS-1 MK.I von 2001 wurde 2005 zur MK.II weiterentwickelt und ab 2010 mit der Erweiterung UserWave sowie +Drive aktuell als Machinedrum SPS-1UW+ MK.II zusammen mit dem MIDI-Interface TM-1 angeboten. Letzteres konnte Samples mit 10-facher Geschwindigkeit gegenüber herkömmlicher Midi-Samples vom PC in die Machinedrum laden und wurde 2006 entwickelt. Hintergrund für die Entwicklung von UserWave war die wachsende Nachfrage nach neuen Samples und Anbindungen. Das Design der Machinedrum ist bis auf eine farbliche Änderung der Displayblende bis heute gleich geblieben.

### Monomachine
Nach der Sidstation und der Machinedrum fehlte ein richtiger Synthesizer, weshalb das Unternehmen die Monomachine entwickelte. 2003 erschien die Monomaschine SFX-6. Es war eine lange Konsole, die aus der eigentlichen Monomachine und einem 37-Tasten-Keyboard mit Joystick bestand. Diese Version wurde in einem Gehäuse ähnlich der Machinedrum verkauft. Monomachine und Machinedrum sollten sich gegenseitig vervollständigen. 2007 wurde die unhandliche, lange Monomachine SFX-6 von der keyboardlosen SFX-60 MK.I abgelöst. Auch diese wurde stets weiterentwickelt und 2010 als SFX-60+ MK.II (ebenfalls mit +Drive ausgestattet) verkauft.

### Octatrack

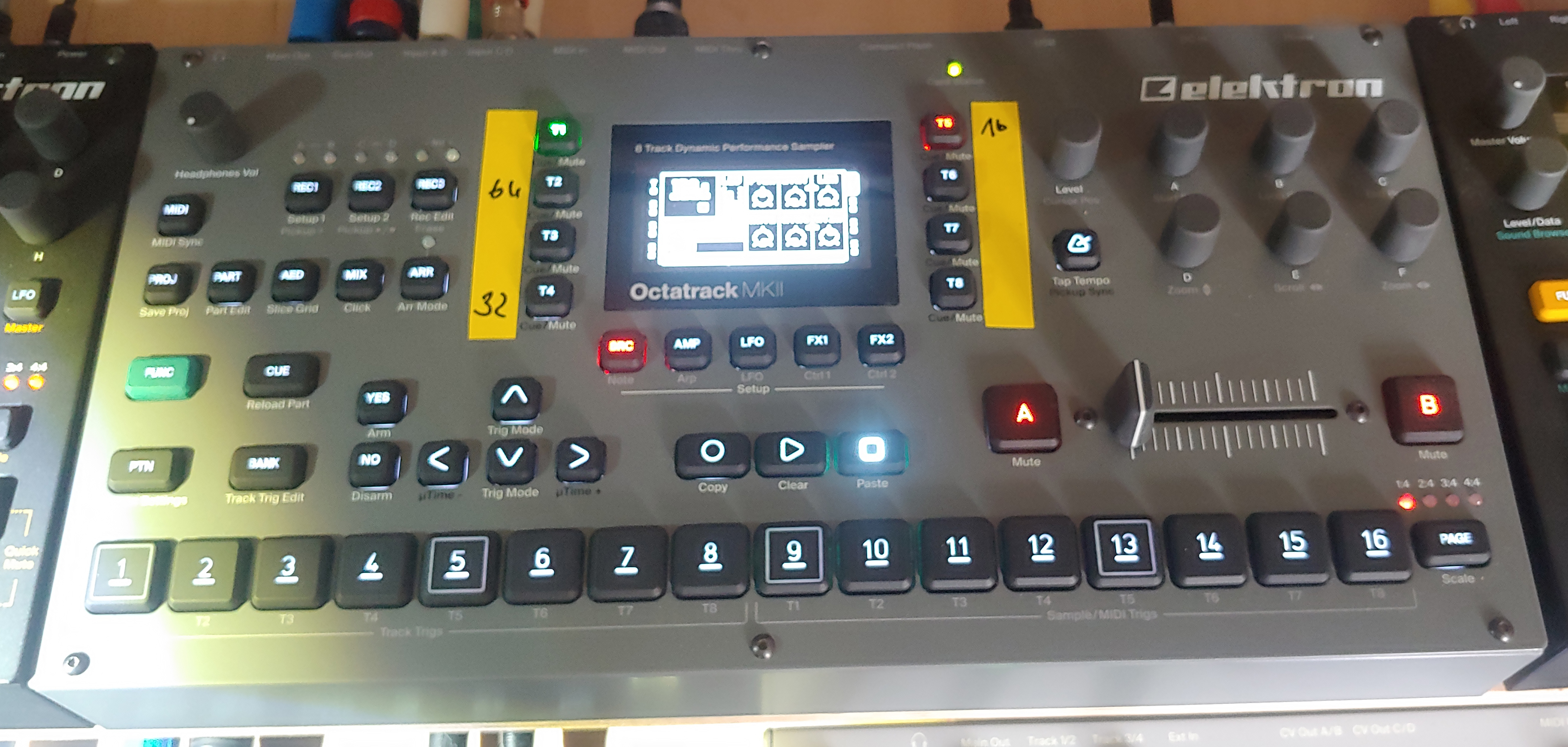
Elektron Octatrack MKII

Der 2011 erschienene Octatrack DPS-1 ist ein leistungsstarker Performance-Sampler mit 8 Stereo-Audiospuren und 8 dedizierten MIDI-Tracks. Er kann auf eine Speicherkarte mit bis zu 64 GB Speicher zugreifen und Audiodaten von fast beliebiger Länge verarbeiten. Ein Crossfader ermöglicht die stufenlose Änderung mehrerer beliebiger Parameter in Echtzeit. Der Octatrack vervollständigt die „Trinity“ genannte Produktpalette von Elektron. Er ist in schwarz gehalten. 2017 kam der Octatrack MKII auf den Markt. Das Gerät wurde in erster Linie mechanisch optimiert. Durch veränderten Proportionen und eckige Taster wurden das Design dem Aussehen der neueren Produkte „Digitakt“ und „Digitone“ angepasst. Neben einem OLED-Display gibt es nun einige Taster mehr und eine Verbesserung der Audio-Eingänge.

### Analog Four und Analog Keys

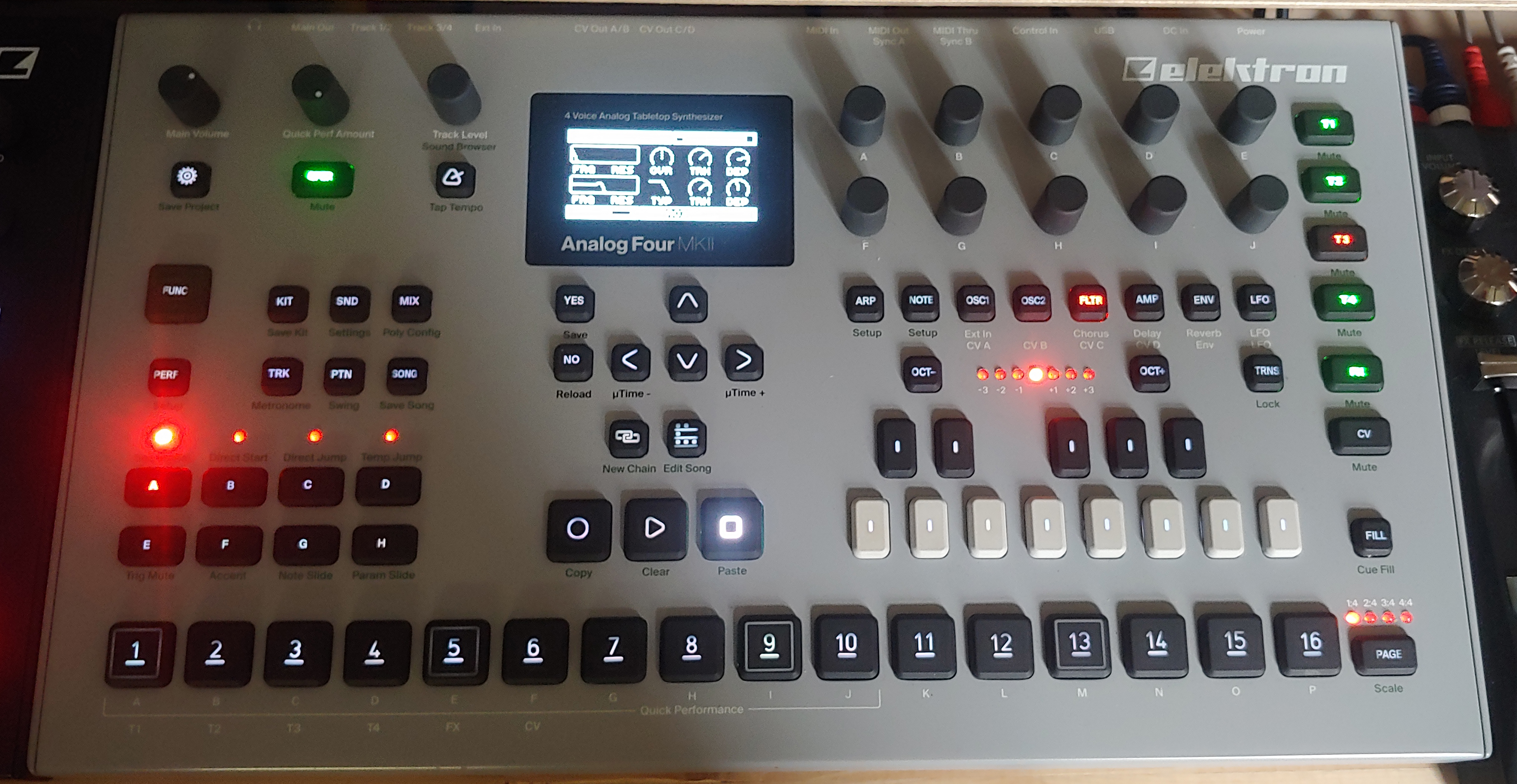
Elektron Analog Four MKII

Bei Analog Four handelt es sich um einen analogen, 4-spurigen Synthesizer, der seit Dezember 2012 auf dem Markt ist. 2018 kam der Analog Four MKII auf den Markt. Das Gerät wurde in erster Linie mechanisch optimiert. Neben leicht veränderten Proportionen wurden das Design dem Aussehen der neueren Produkte „Digitakt“ und „Digitone“ angepasst. Es gibt nun ein OLED-Display und einige zusätzliche Taster, vier Audio-Einzelausgänge und CV-Eingänge. Das Gehäuse ist leicht angeschrägt. Auf der technischen Seite wurde die Overdrive-Schaltung um eine weitere Variante erweitert. Analog Keys verfügt über ein Keyboard mit 37 Tasten.

### Analog Rytm

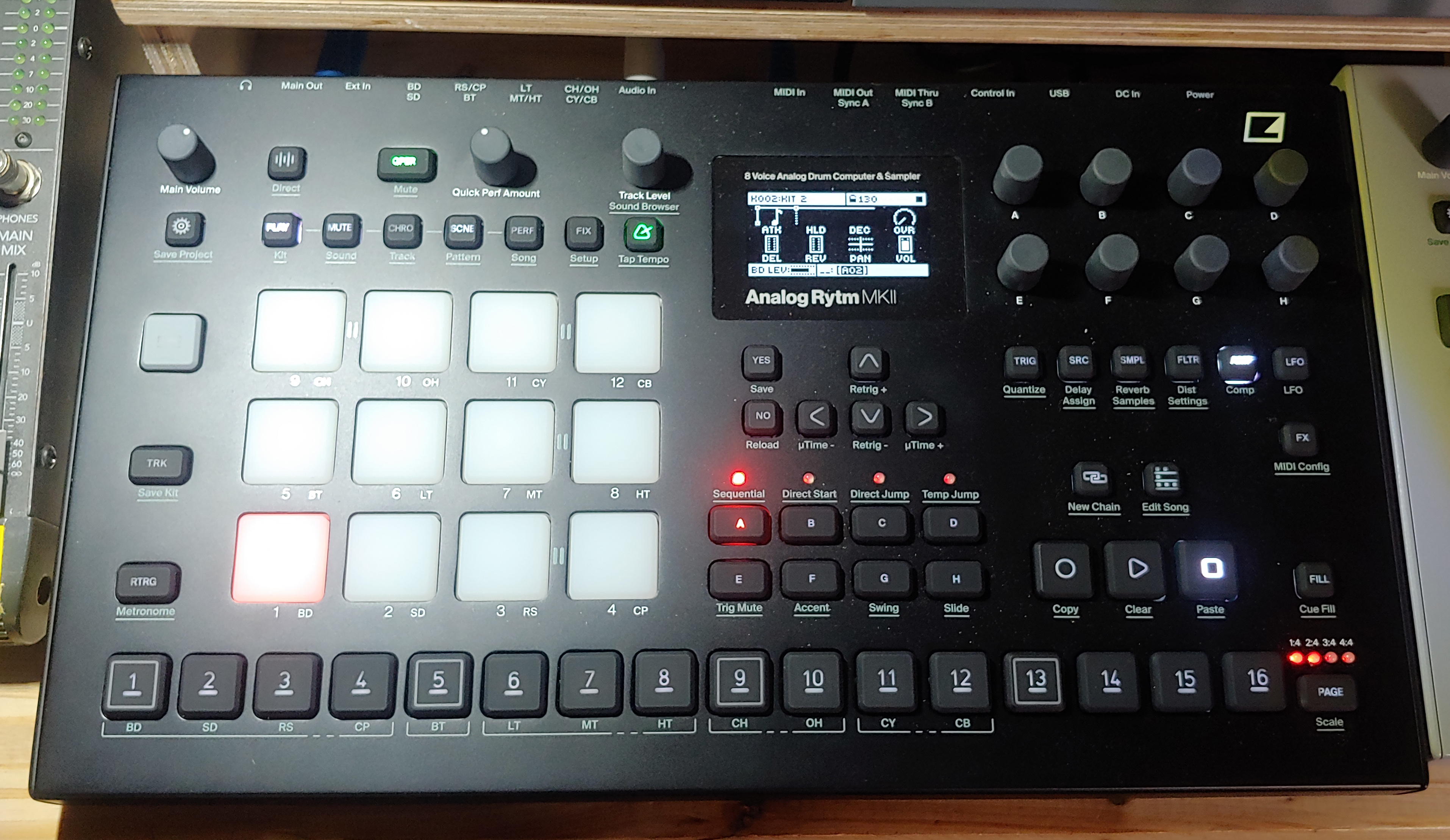
Elektron Analog Rytm MKII

Der Analog Rytm ist ein seit 2014 erhältlicher, analoger und 8-stimmiger Drumsynthesizer mit der zusätzlichen Möglichkeit zur Nutzung von Samples. 2018 kam der Analog Rytm MKII auf den Markt. Neben leicht veränderten Proportionen wurden das Design dem Aussehen der neueren Produkte „Digitakt“ und „Digitone“ angepasst. Es gibt nun ein OLED-Display, einige zusätzliche Taster und größere Gummi-Pads. Das Gehäuse ist nun leicht angeschrägt. Die MKII-Version wurde um die Sample-Engine des Digitakts erweitert und macht nun die Aufnahme von Samples ohne Computer möglich. Des Weiteren wurden zwei CV-Eingänge hinzugefügt, über die Fußschalter oder Expression-Pedale verbunden werden können.

### Digitakt und Digitakt II

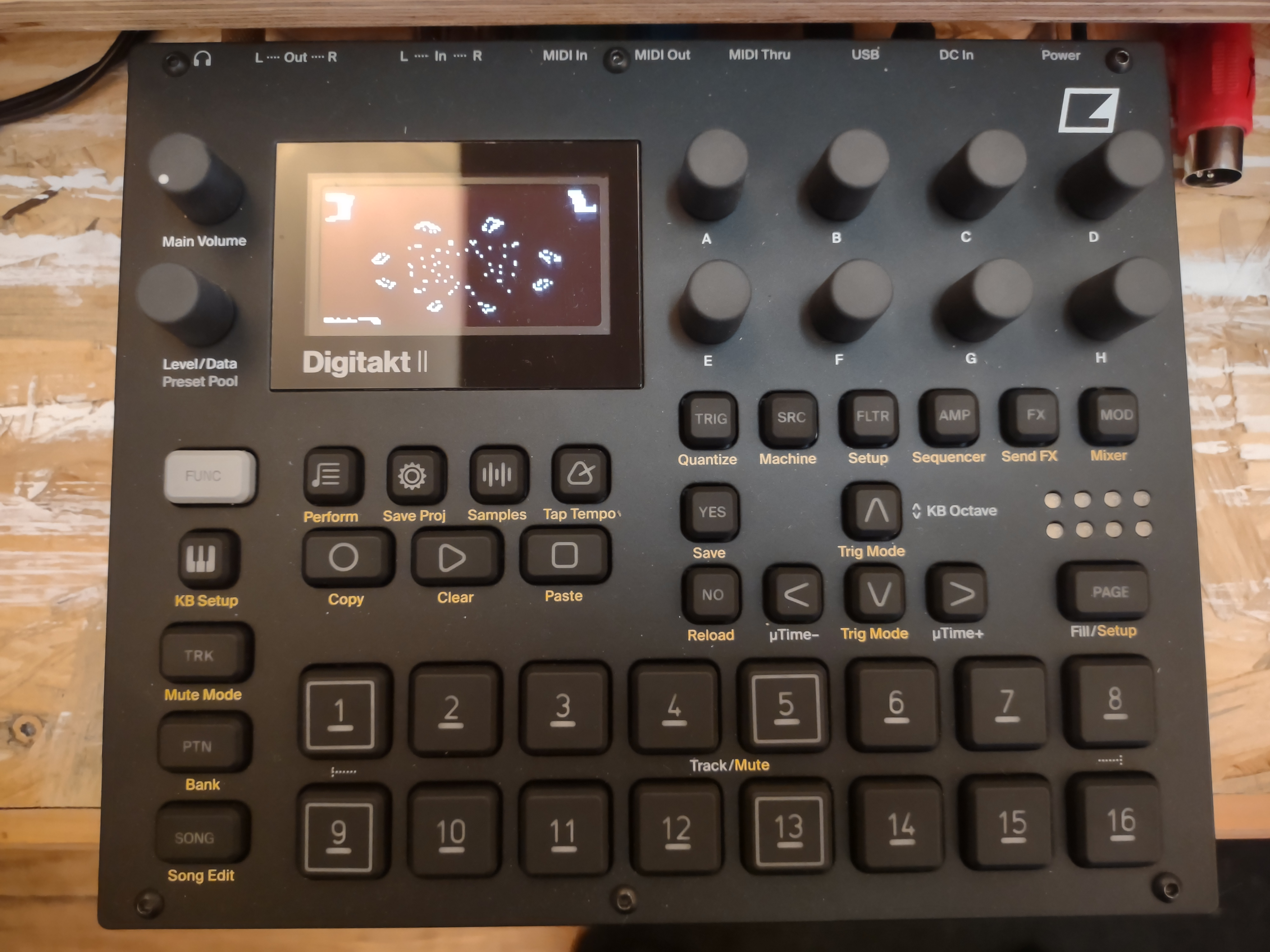
Digitakt II

Digitakt ist ein Sequenzer und Sampler mit bis zu 8 Audio- und 8 Midispuren. Er wurde auf der NAMM Show im Januar 2017 vorgestellt.
Im April 2024 folgte der Nachfolger Digitakt II mit 16 Stereo-Spuren, die auch als Midi-Tracks genutzt werden können.

### Digitone, Digitone Keys und Digitone II

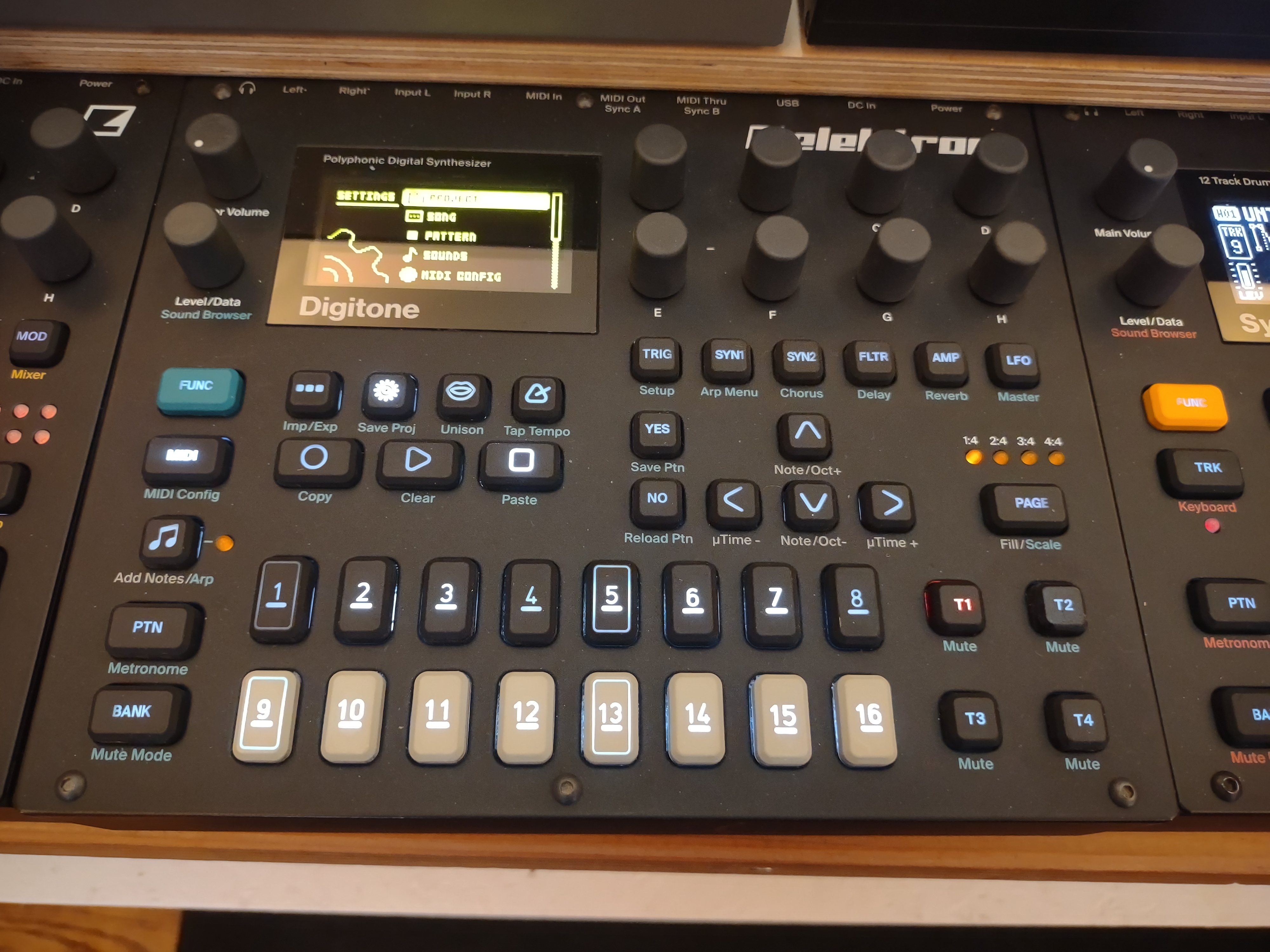
Digitone II

Digitone ist ein Sequenzer und FM-Synthesizer mit bis zu 4 polyphonischen Audio- und 4 Midispuren und wurde 2018 vorgestellt.
Digitone Keys ist seit 2019 auf dem Markt und verfügt über ein Keyboard mit 37 Tasten.
2024 wurde Digitone II vorgestellt. Dieses Gerät hat 16 FM-Spuren, die auch als Midi-Tracks genutzt werden können, sowie eine eigenständigen Effekt-Spur.
Digitone II verfügt über verschiedene „Machines“, die unterschiedliche Grundeinstellungen für die Klangsynthese bereitstellen und eine leichter zugängliche und erweiterte Programmierung der Töne ermöglichen. Das ursprüngliche Konzept ist als eigenständige „Machine“ weiterhin enthalten.

### Syntakt

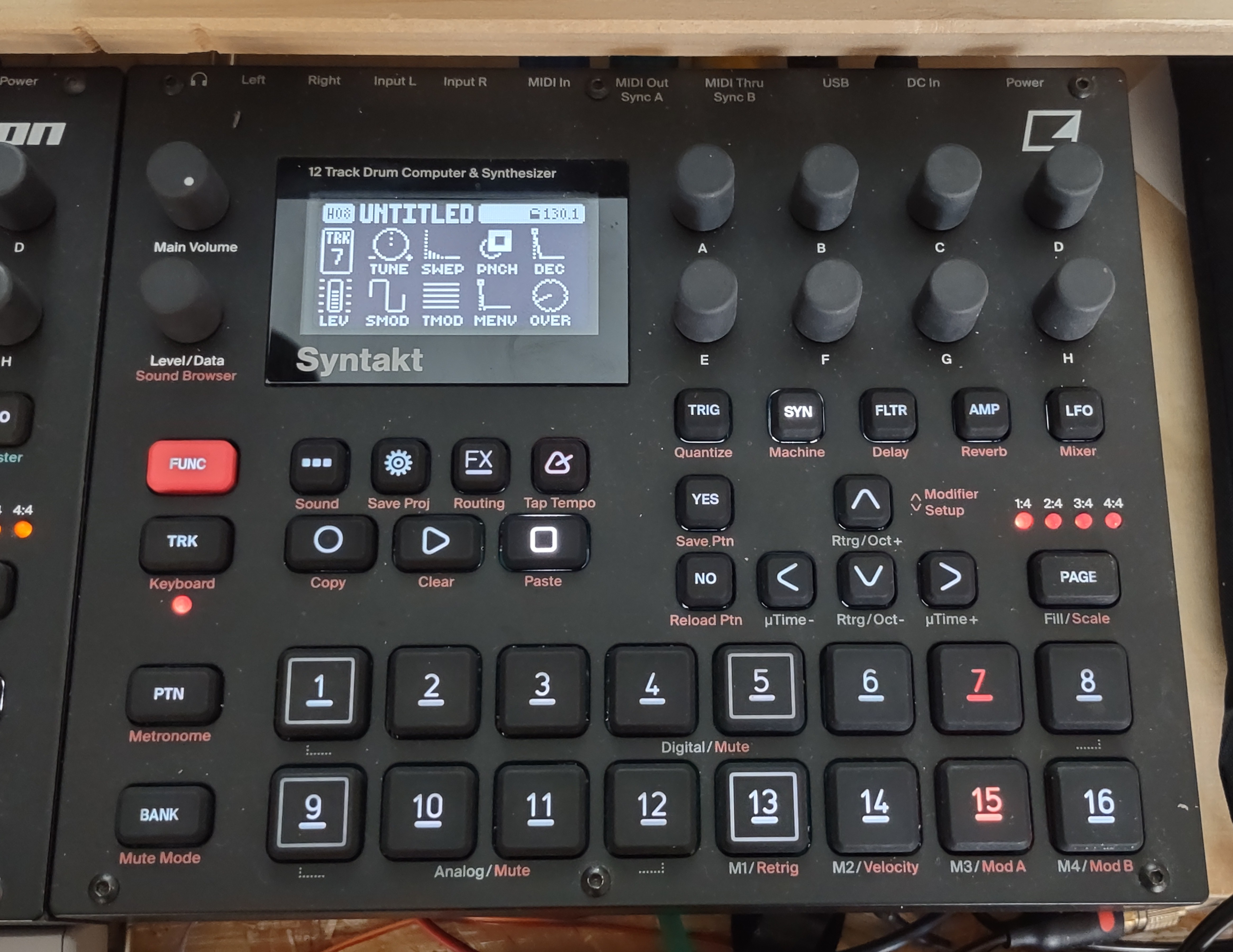
Syntakt

Syntakt ist ein analog-digitaler Hybrid-Synthesizer im Digitakt/Digitone-Format und erschien im April 2022.
8 digitale und 4 analogen Stimmen werden als einzelne Spuren programmiert. Sie können auch der analogen FX-Spur mit Overdrive und Filter zugeordnet werden, die auch über eine Sequenzer-Spur verfügt.

### Model:Samples
Model:Samples ist ein Sequenzer und Sampler mit bis zu 6 Spuren, die wahlweise für Samples oder MIDI-Daten genutzt werden können.

### Model:Cycles
Modell:Cycles ist eine auf FM-Synthese basierte Groovebox und bietet sechs Spuren mit jeweils sechs verschiedene „Machines“ für Drums und Synthesizer-Sounds. Elektron brachte das Musikinstrument am 26. Februar 2020 heraus.

### Analog Heat, Analog Heat MK2, Analog Heat+FX

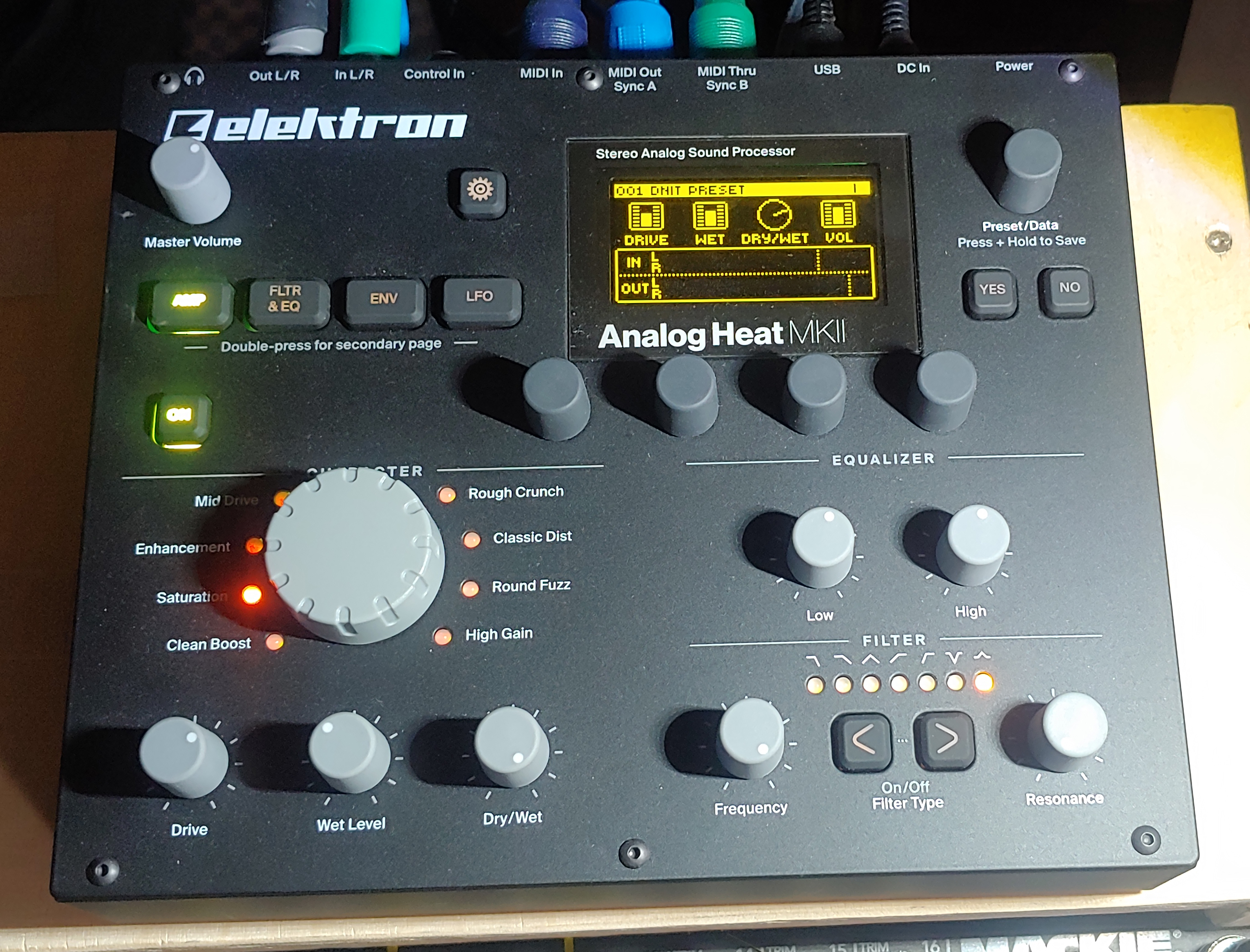
Elektron Analog Heat MKII

Analog Heat kam Ende 2016 auf den Markt. Es ist ein programmierbares Audiointerface mit 8 verschiedenen Verzerrer-Schaltungen. Es verfügt über einen zuweisbaren LFO, einen anpassbaren Hüllkurvengenerator und einen Multimode-Filter. Eingesetzt werden kann es als herkömmliches Effektgerät oder am Ende der Audiokette als Mastering-Werkzeug. 2018 wurde das Analog Heat MKII vorgestellt. Das Design wurde dem Aussehen der neueren Produkte „Digitakt“ und „Digitone“ angepasst. Es gibt nun ein OLED-Display und eckige Taster. Das Innenleben ist gleich geblieben.
Analog Heat +FX wurde als Nachfolger des Analog Heats MKII auf der Superbooth 2023 vorgestellt und war kurz darauf auch im Handel erhältlich. Es enthält neben der schon vom Analog Heat bekannten analogen Schaltung digitale Komponenten für Noise Gate, Reverb, Delay, Chorus, Warble, Bits, Kompressor sowie Bass Focus. Diese Komponenten können in beliebiger Reihenfolge genutzt werden.
Parameteränderungen sind über die Regler am Gerät, die internen LFOs und Hüllkurven sowie via MIDI möglich.
Der digitale Signalfluss kann deaktiviert werden.

### Analog Drive
Analog Drive ist ein multifunktionales Effekt-Pedal mit einem Audio-Equalizer und 8 verschiedenen Effekt-Einstellungen (von nicht-destruktiver Verstärkung und Verbesserung bis hin zu harmonischer, fuzziger oder vollständiger Verzerrung). Es gibt eine 3-Band Klangregelung mit semi-parametrischen Mitten, einen Midi- und einen Expressionspedaleingang sowie 100 Speicherplätze. Verarbeitet werden ausschließlich Mono-Signale.

### Overhub
Overhub ist ein USB-3.0-Hub von Elektron, optimiert für die gleichzeitige Nutzung von bis zu sieben Musikgeräten. Dank der Multi-TT (Multiple Transaction Translator) Technologie bietet er schnelle und stabile Datenübertragung, ideal für den Einsatz mit Elektrons Overbridge-Software.

## Overbridge
Overbridge ist eine Software, die eine vollständige Fernsteuerung kompatibler Geräte über eine digitale Audio-Workstation (DAW) ermöglicht. Sämtliche Parameter werden visualisiert und können mithilfe der gewohnten Werkzeuge innerhalb der DAW angepasst werden. Über eine USB-Verbindung können sowohl Steuer- als auch Audiosignale bidirektional ausgetauscht werden. Zudem lassen sich kompatible Geräte als Audiointerfaces nutzen. Spuren, die auf dem Gerät normalerweise nur als Stereosumme verfügbar sind, können separat und gleichzeitig in beide Richtungen übertragen werden. Overbridge ist nicht mit dem Octatrack kompatibel.

## Bekannte Nutzer
- Mark Broom, britischer Techno-Musiker und -DJ, Octatrack
- M83, französische Dream-Pop-Gruppe, Machinedrum
- Boys Noize, deutscher DJ, Machinedrum und Monomachine
- Otto von Schirach, US-amerikanischer DJ, Machinedrum
- Chris Liebing, deutscher DJ, Machinedrum
- Zombie Nation, deutsches Technoprojekt, Monomachine, Octatrack, Analog Rytm, Analog Four
- Skinny Puppy, kanadisches Electronicaprojekt, Machinedrum und Monomachine
- Hot Chip, britische Electrogruppe, Machinedrum
- John Frusciante, Gitarrist der Red Hot Chili Peppers, Machinedrum und Monomachine
- Orbital, britisches Technoduo, Machinedrum und Monomachine
- Jean-Michel Jarre, französischer Musiker, Machinedrum und Monomachine
- The Knife, schwedisches Technoduo, Machinedrum
- John Tejada, österreichischer DJ, Machinedrum und Monomachine
- Autechre, britische Electronicagruppe, Machinedrum und Monomachine
- New Order, britische Wavegruppe, Machinedrum
- Chemical Brothers, britisches Electroduo, Machinedrum, Monomachine und SIDstation
- Air, französische Electronicaband, Machindedrum und Monomachine
- Dapayk, deutscher Technoproduzent, Machinedrum, Monomachine, Octatrack und Analog Four

## Produktgalerie

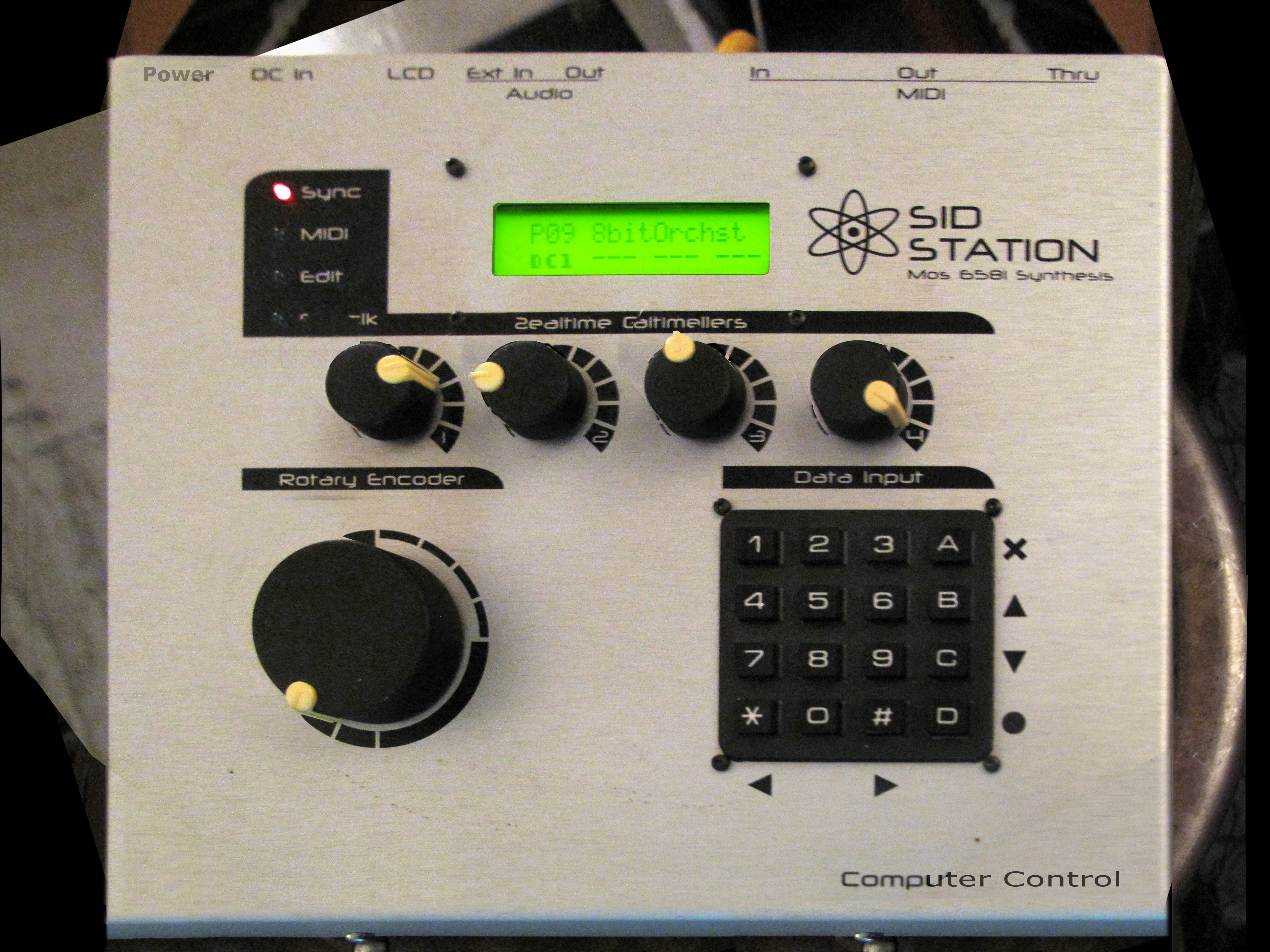
Sidstation
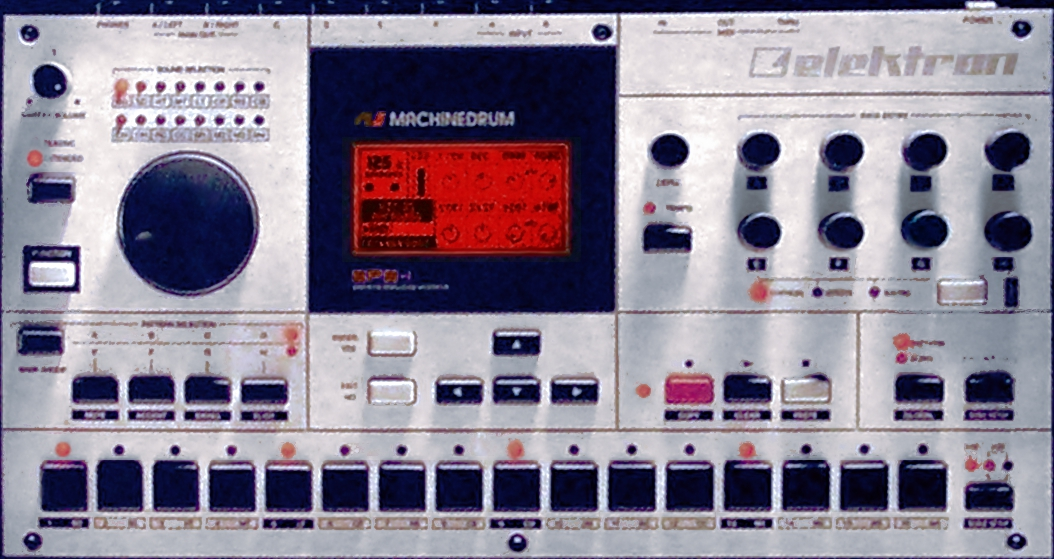
Machinedrum
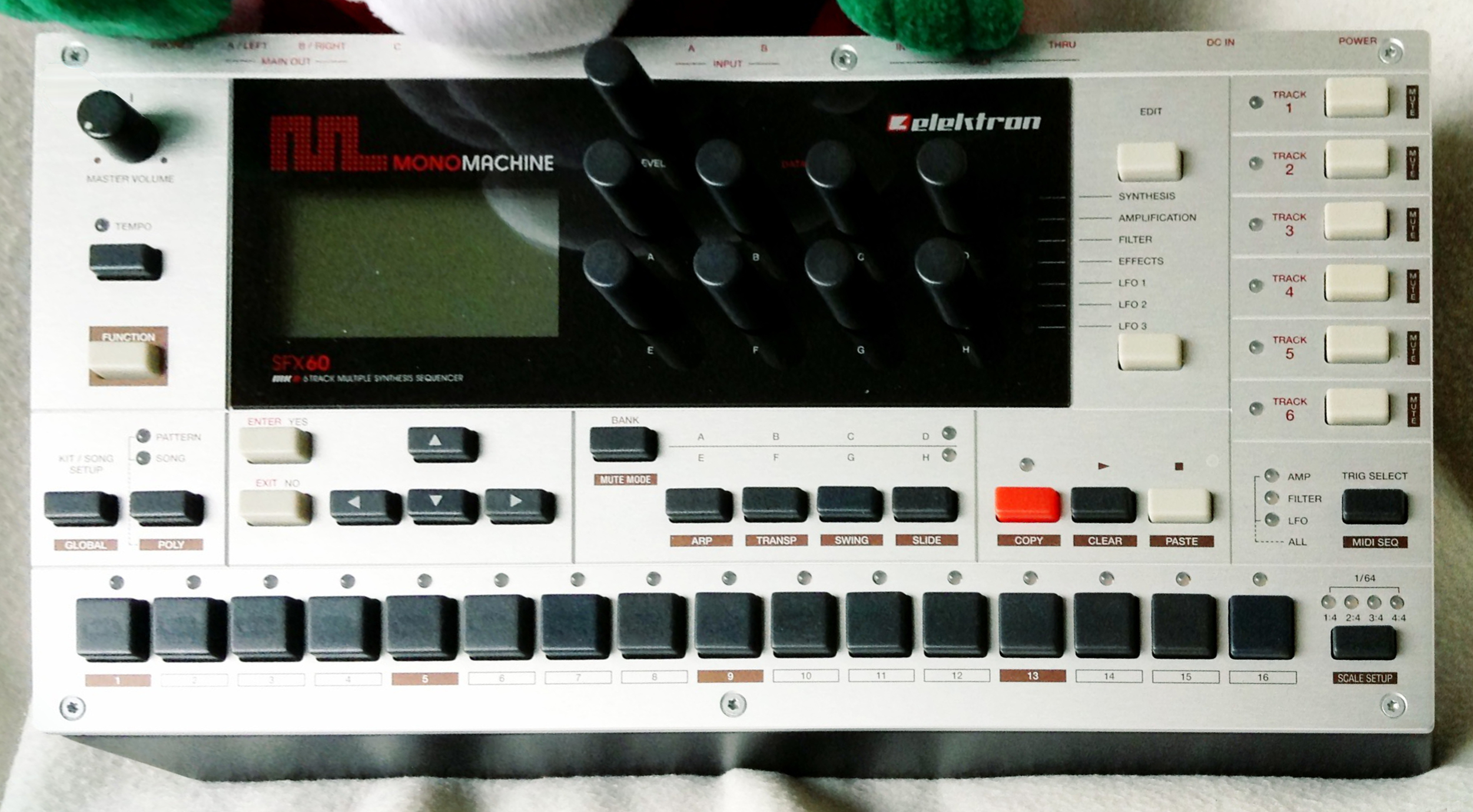
Monomachine
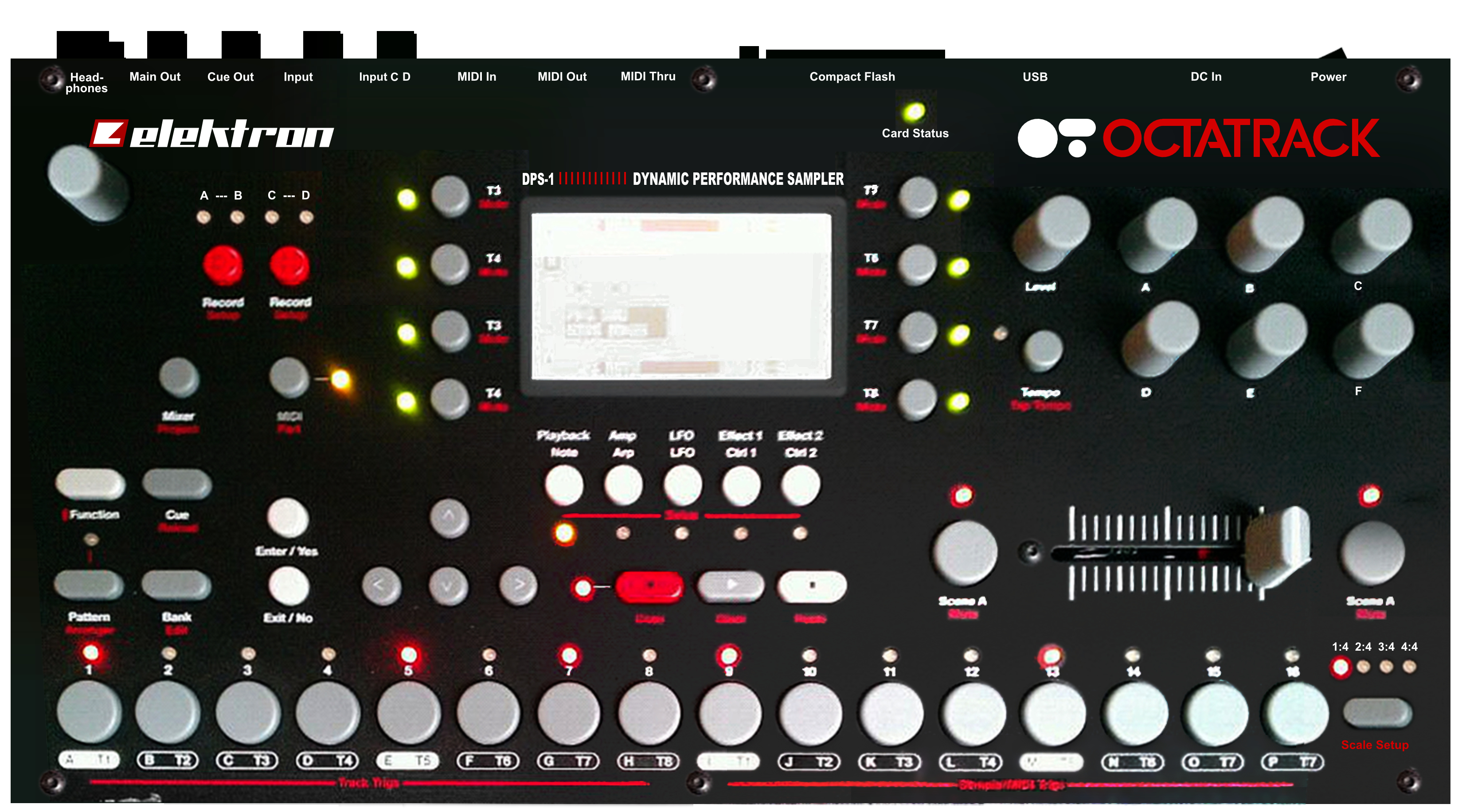
Octatrack MKI
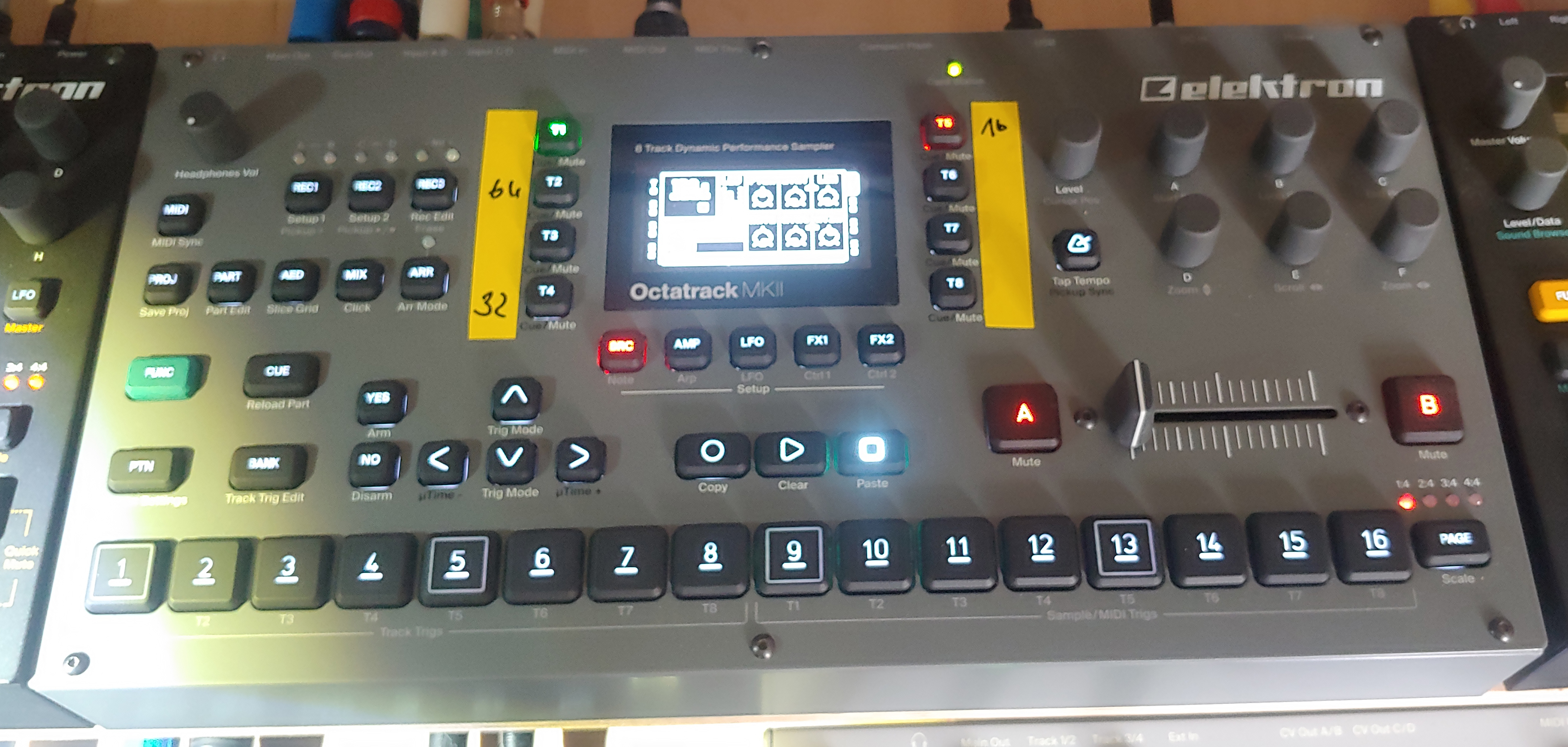
Octatrack MKII
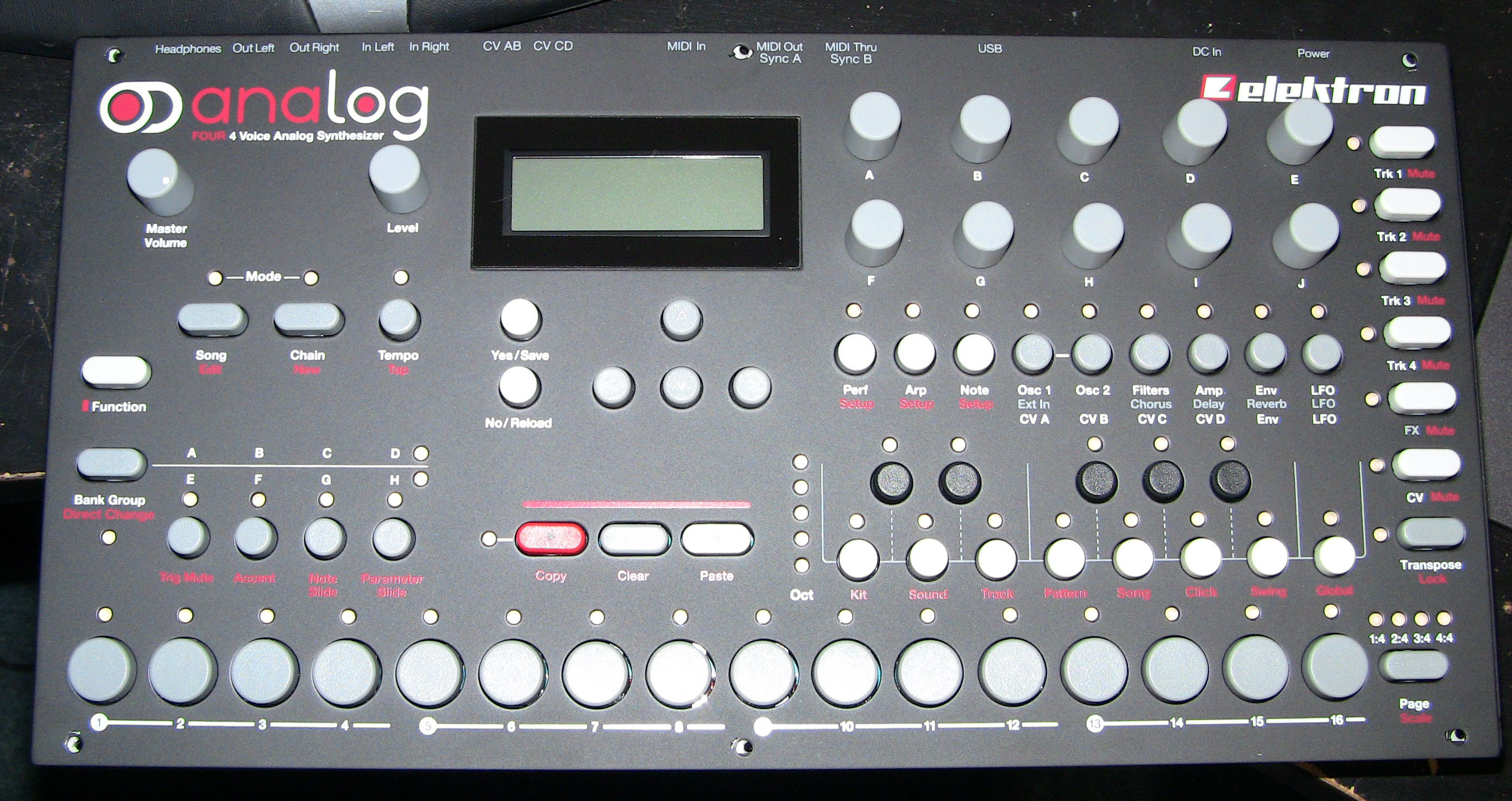
Analog Four MKI
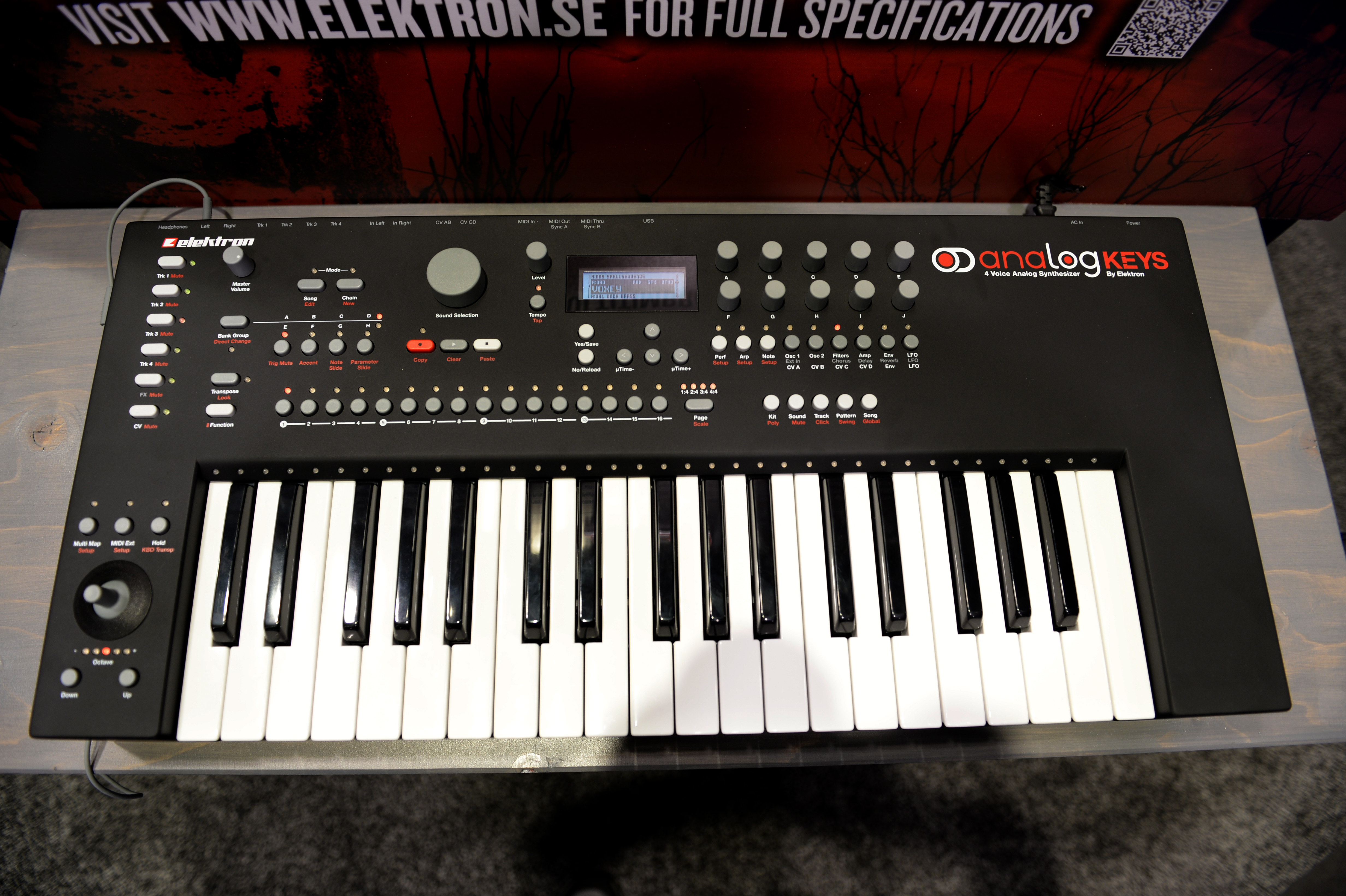
Analog Keys
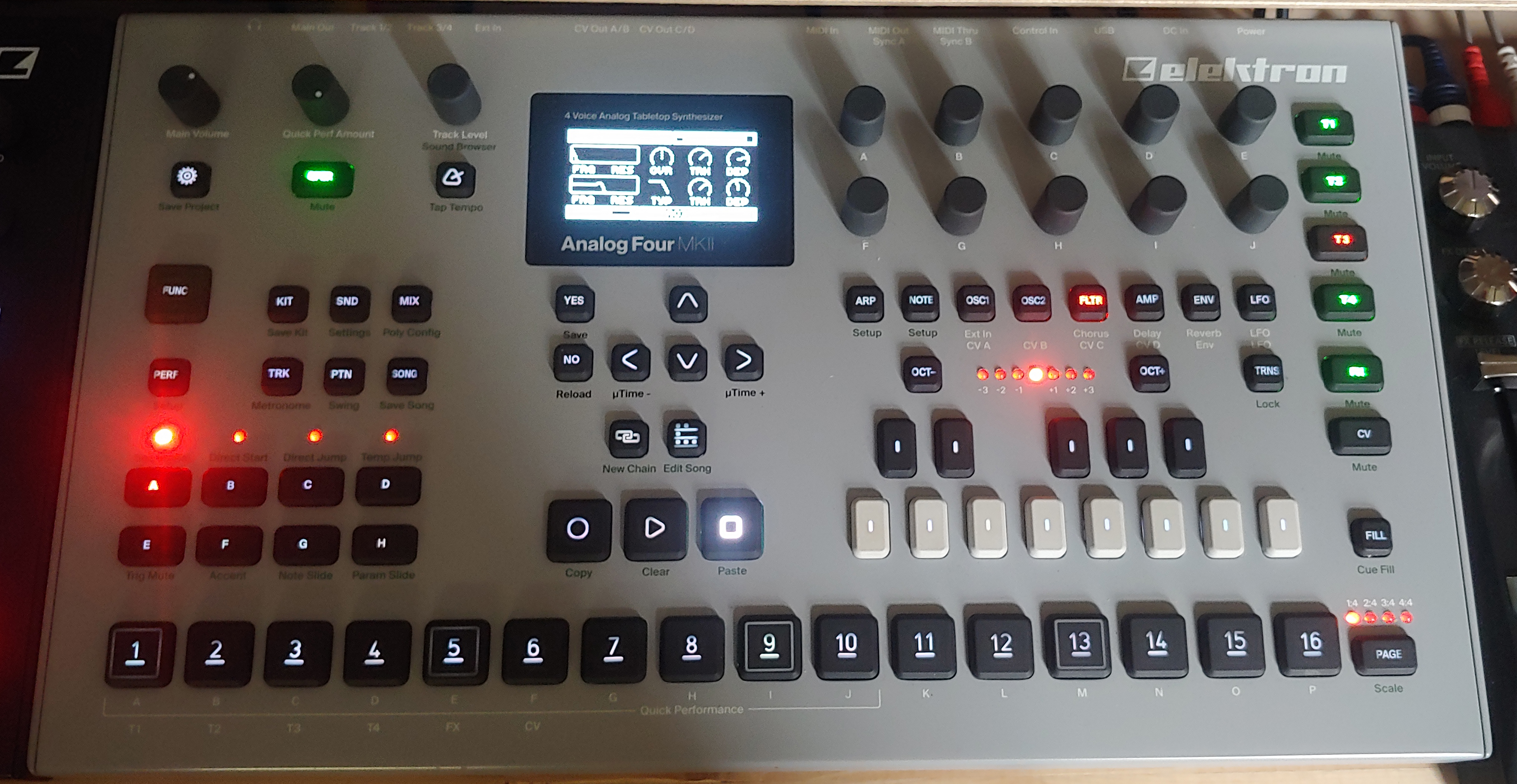
Analog Four MKII
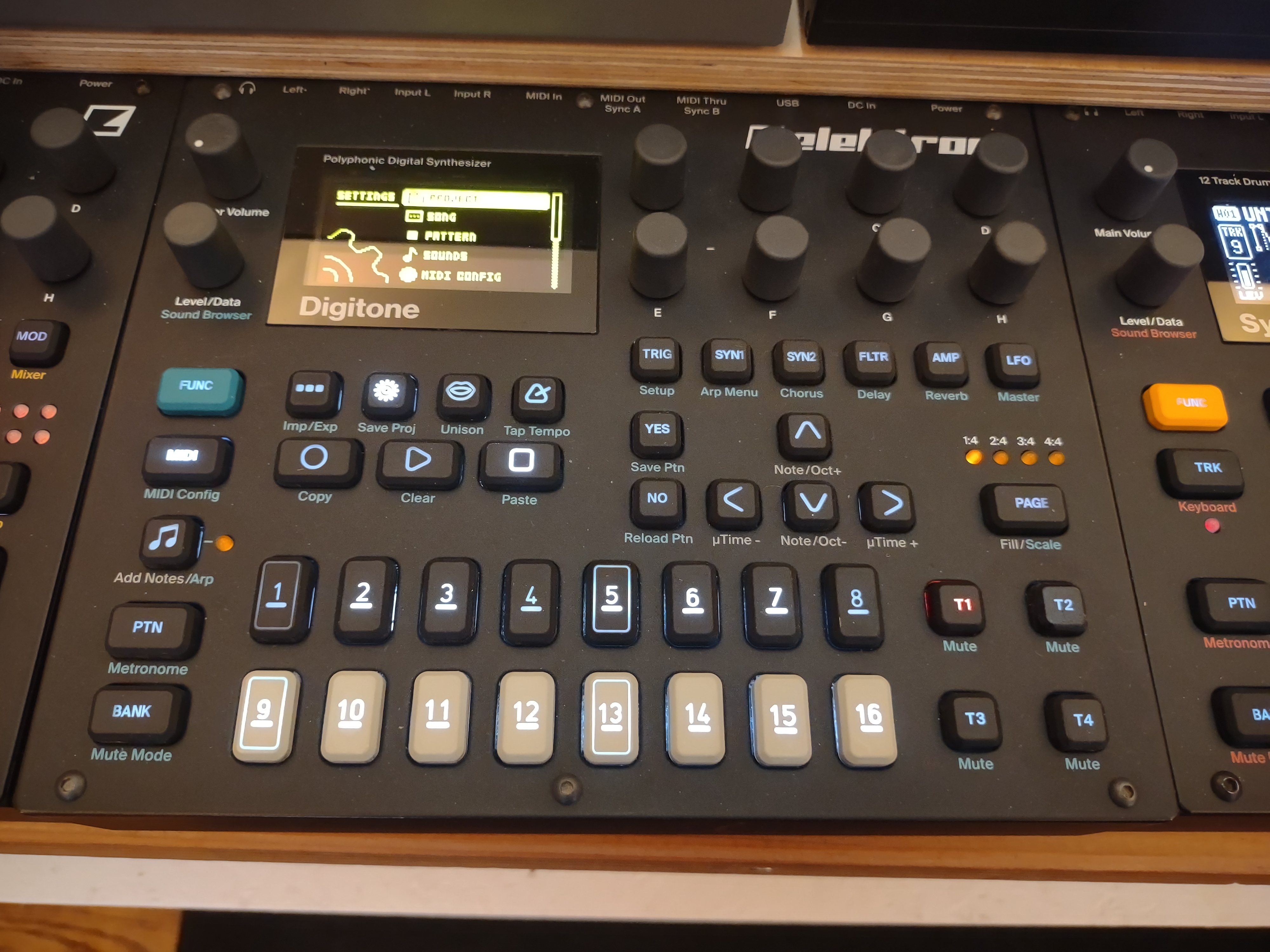
Digitone
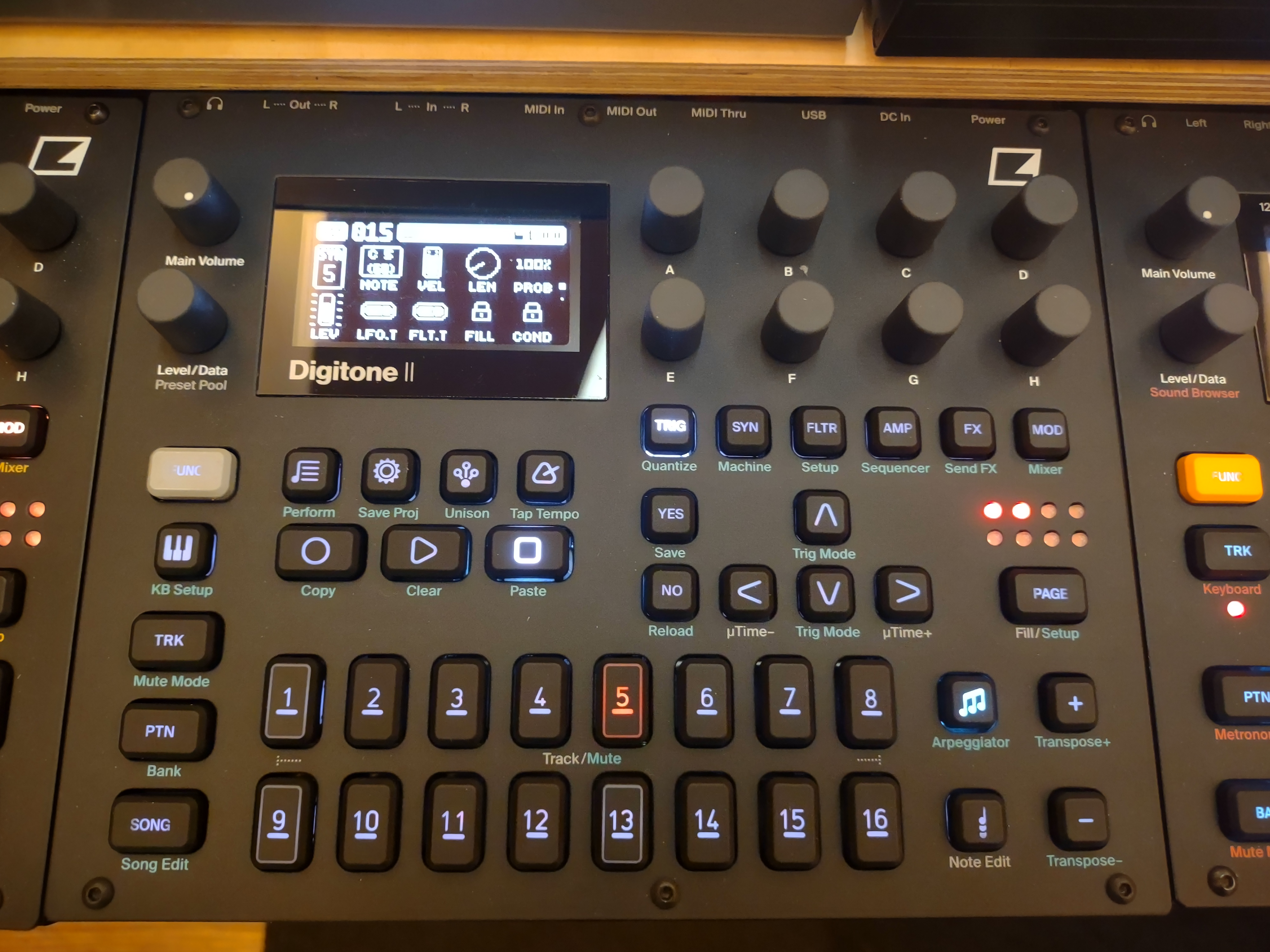
Digitone II
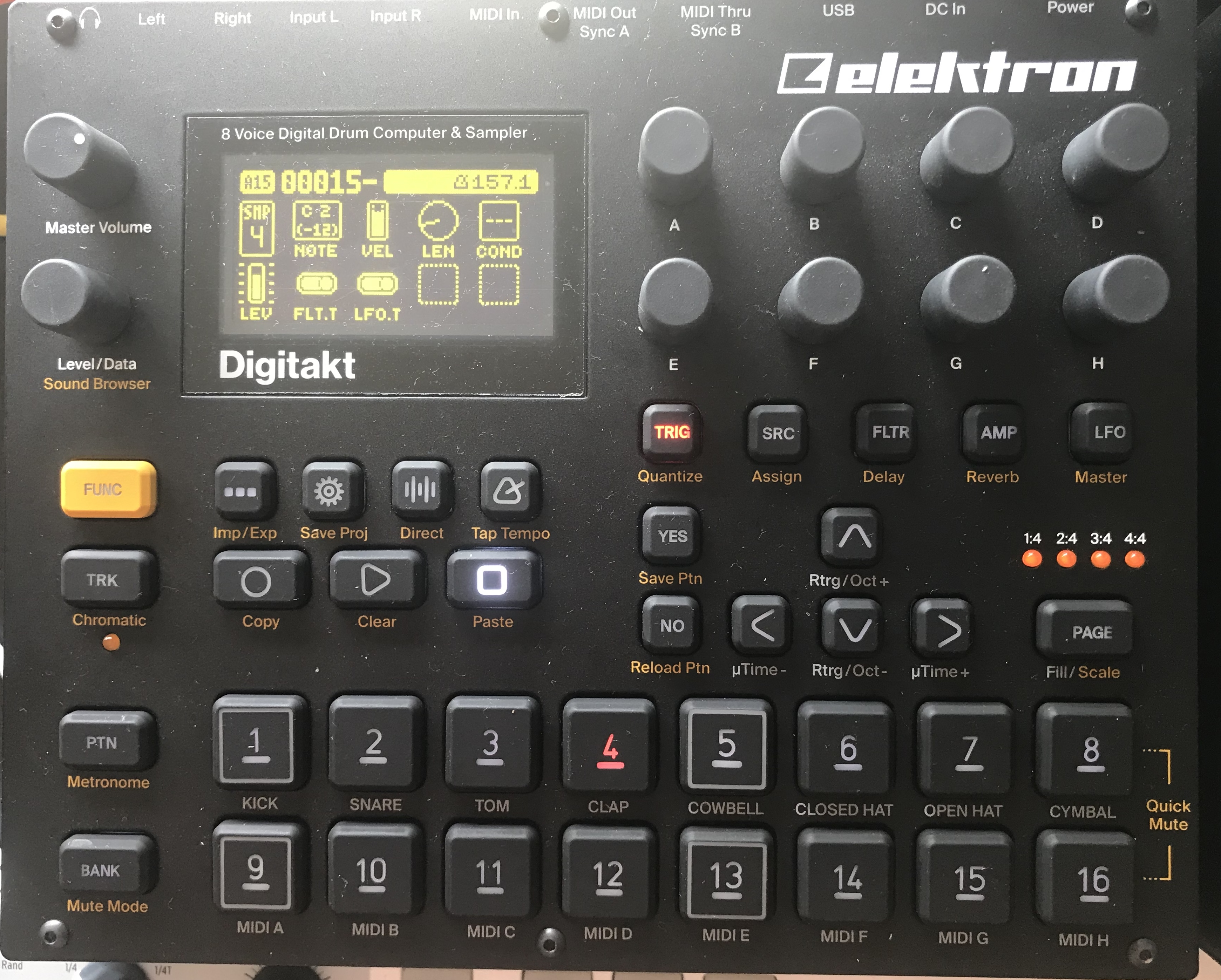
Digitakt
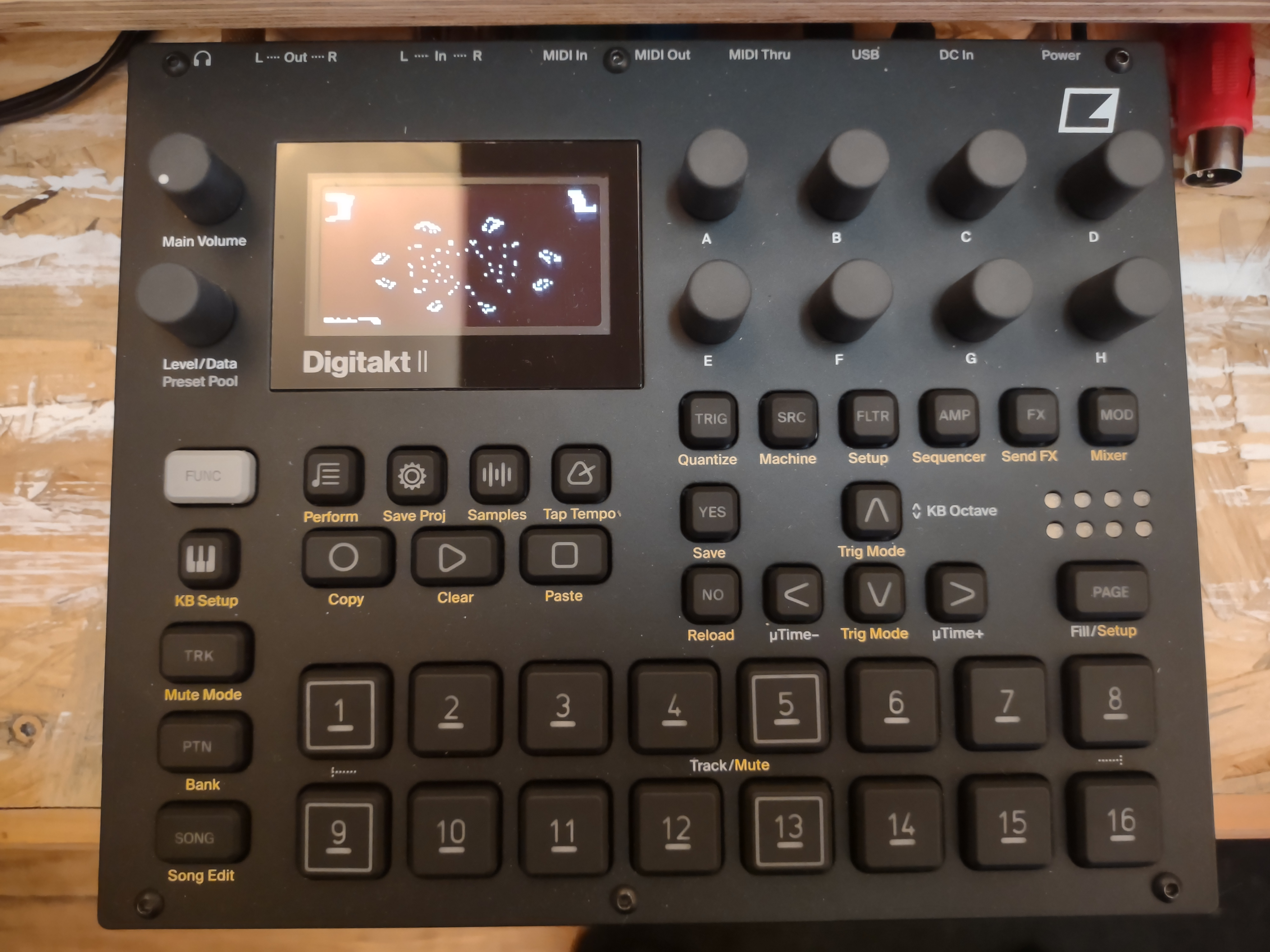
Digitakt II
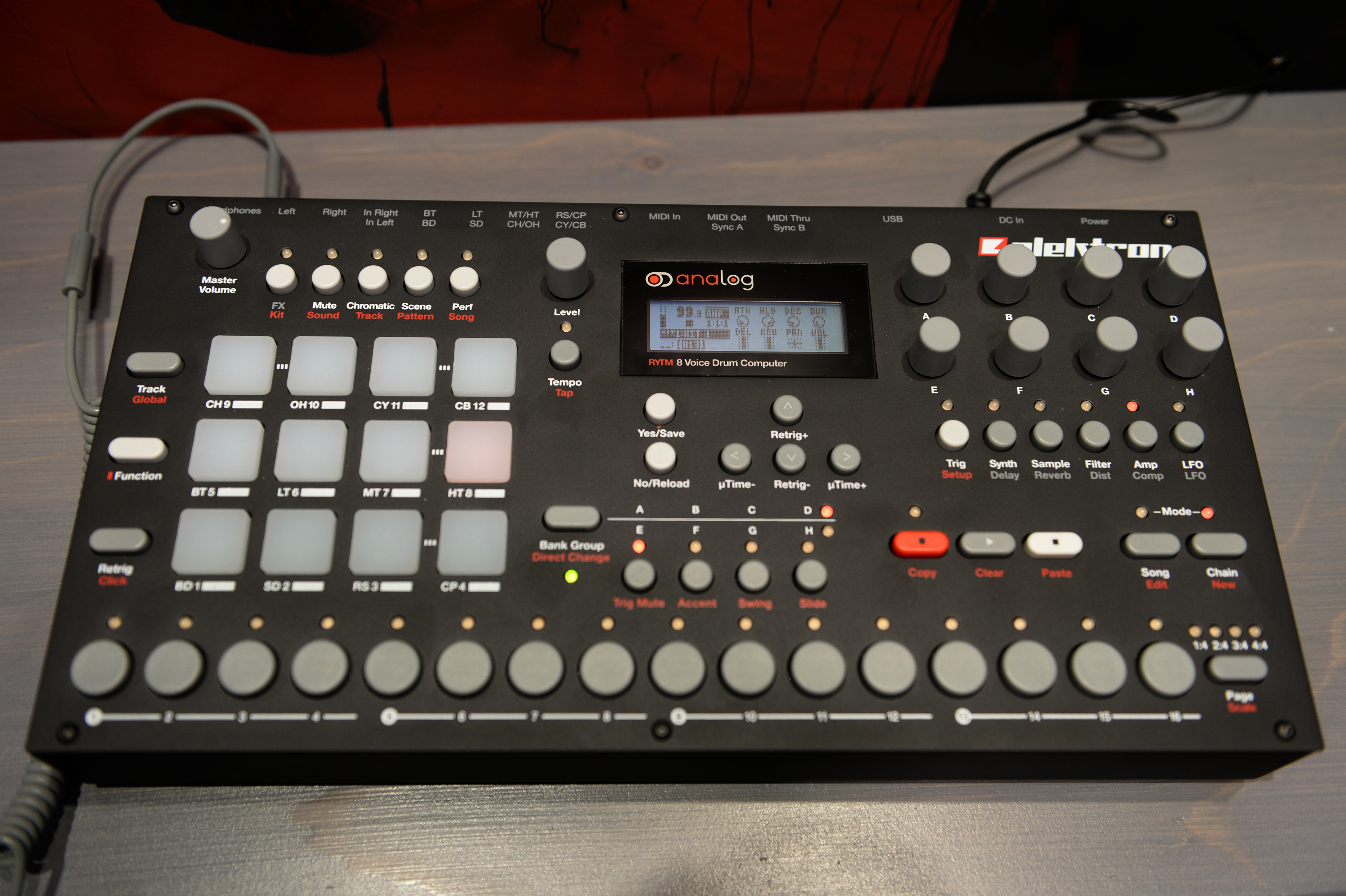
Analog Rytm MKI
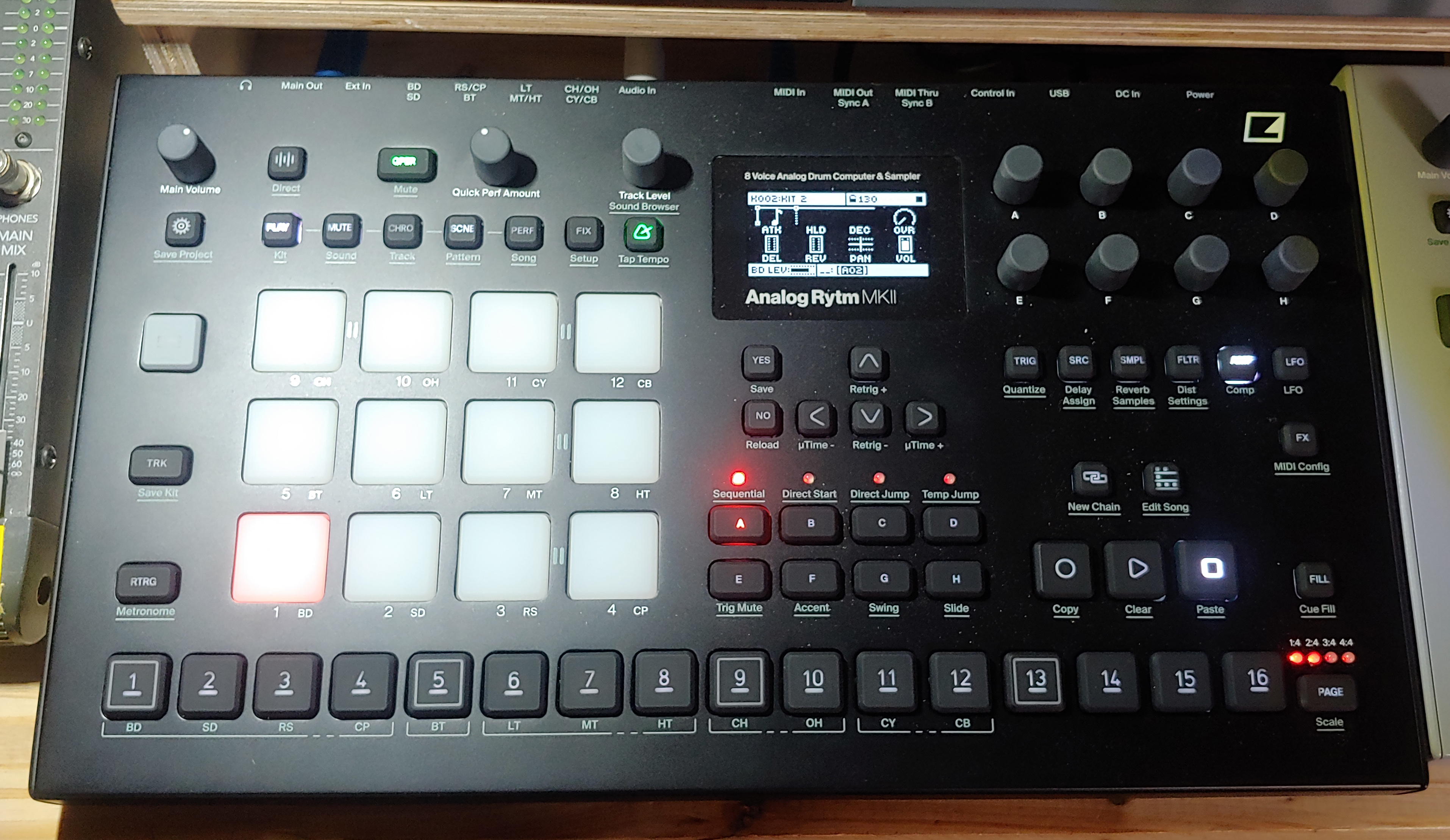
Analog Rytm MKII
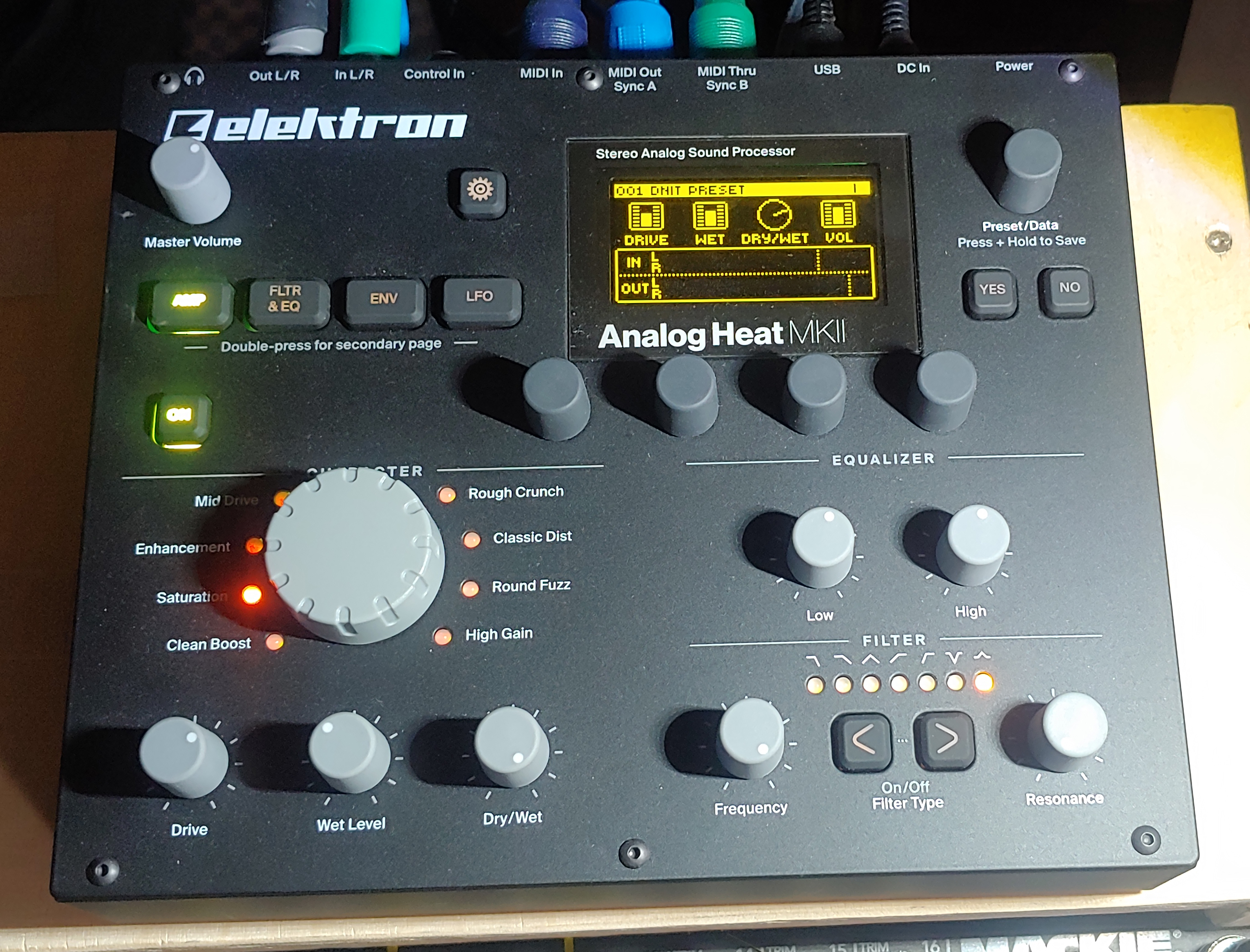
Analog Heat MKII
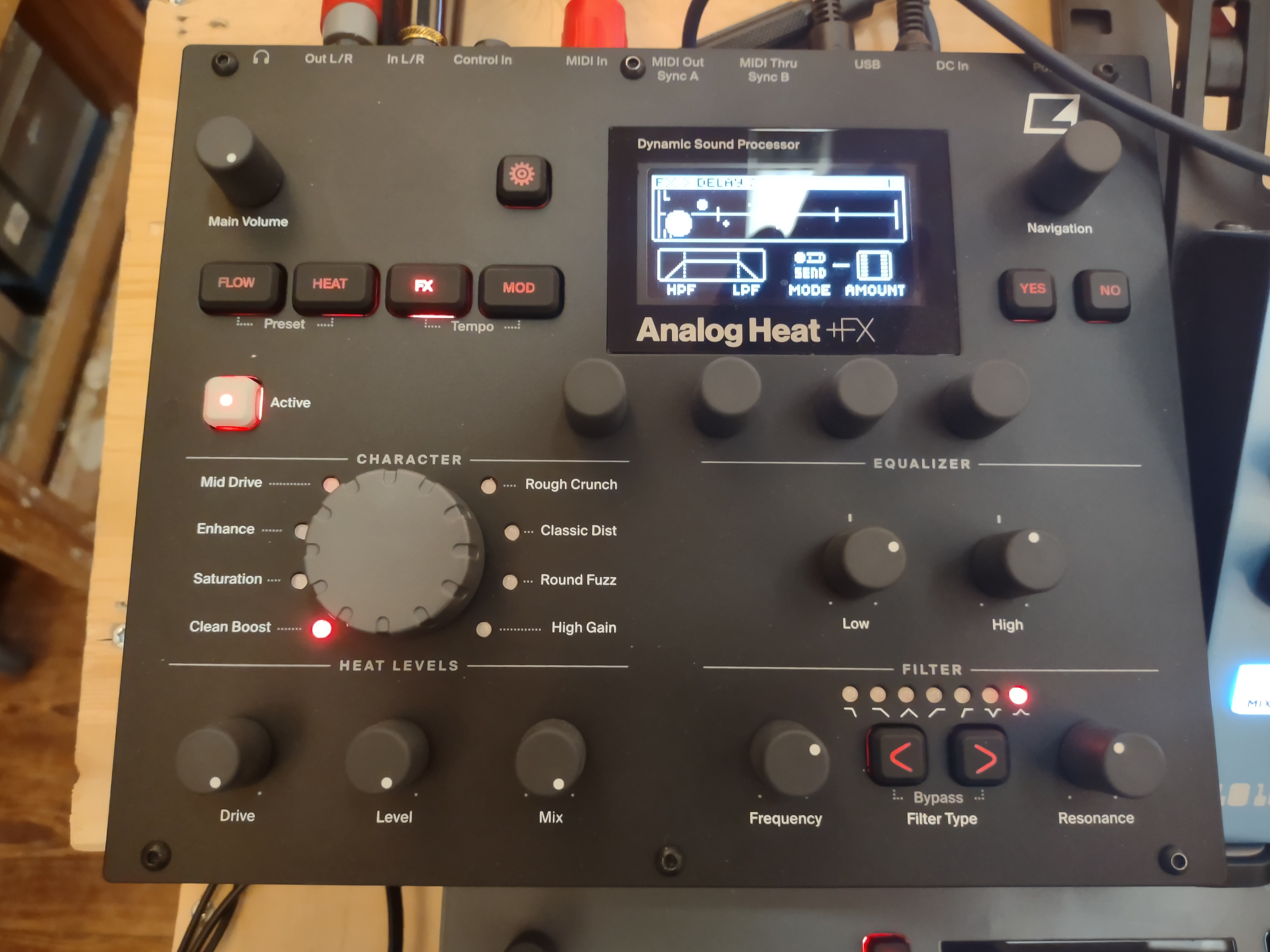
Analog Heat +FX

## Mitgliedschaft
Elektron ist Mitglied der Deutsch-Schwedischen Handelskammer.